# Fuendecampo
Fuendecampo es una localidad española dentro del municipio de La Fueva, en el Sobrarbe, provincia de Huesca, Aragón. Antiguamente era una de las agrupaciones que conformaba Toledo de Lanata.
Está al lado de la carretera N-260, entre Campo y Aínsa, rodeado de campos de cultivo.
Se compone de seis casas, cinco de las cuales presentan una disposición apiñada en torno a un triple paso abovedado del que parten las tres calles.
La iglesia está dedicada a santa Eulalia.